# Ӣ
Ӣ、ӣは、キリル文字のひとつ。Иにマクロンがついた文字で、タジク語、ウィルタ語で用いられる。

## 呼称
- タジク語：ӣ
- Unicode:CYRILLIC CAPITAL/SMALL LETTER I WITH MACRON (キリル文字マクロン付きイ)

## 音素
- 硬口蓋接近音/ˈi/を表す。タジク語ではИは非円唇前舌狭母音/i/を表し、ӣとは異なる音として扱われる。

## アルファベット上の位置
タジク語アルファベットの35文字目である。

## 関連事項
- И - キリル文字のイ。
- Ī - ラテン文字のマクロン付きのイ。ラトビア語で用いられる。